# Raimon de las Salas
Raimon de (las) Salas, o la Sala (fl. XIII secolo), è stato un trovatore provenzale probabilmente attivo tra il 1220 e il 1240.
Ci ha lasciato quattro o cinque poesie, ma ne deve aver composto molte di più, poiché la sua breve vida ricorda la composizione di diverse cansos, albas e retroensas. Insieme a Ferrari da Ferrara, è il solo trovatore conosciuto ad essersi cimentato con la retroensa. 
Raimon era un cittadino (burgess) di Marsiglia. Forse fu in servizio alla corte di Ugo II di Baux, visconte di Marsiglia, dal 1193 al 1240. In una delle sue poesie menziona Raimbalda des Baux, mentre la sua vida riferisce che egli fosse poco conosciuto e men che stimato.
Stranamente, due tensos di Raimon sono state composte insieme a donne, compresa Si.m fos graziz mos chanz, eu m'esforcera, che Meg Bogin ha tradotto in inglese moderno. Raimon ha composto anche un partimen con un altrimenti ignoto Bertran, nel quale propone il dilemma: chi sono i migliori a fare guerra, festini e regali: i lombardi o i provenzali? Raimon elogia i suoi compatrioti e umilia le donne lombarde definendole grosse e brutte.